# Jurij Pimienow
Jurij Igoriewicz Pimienow (ros. Юрий Игоревич Пименов; ur. 29 marca 1958 w Moskwie, zm. 19 kwietnia 2019) – rosyjski wioślarz reprezentujący ZSRR, srebrny medalista olimpijski i wielokrotny mistrz świata.

## Kariera
Wystąpił na igrzyskach olimpijskich w Moskwie w 1980, gdzie wspólnie z Nikołajem Pimienowem, swoim bratem bliźniakiem, zdobył srebrny medal w dwójkach bez sternika. W finale uplasowali się o 2,49 sekundy za dwójką NRD i o 0,97 sekundy przed osadą Wielkiej Brytanii. Nie startował na igrzyskach olimpijskich w Los Angeles w 1984 z uwagi na bojkot tych zawodów przez ZSRR. Wziął za to udział w rozgrywanych w 1988 igrzyskach olimpijskich w Seulu, zajmując szóste miejsce w czwórkach bez sternika. Wystartował także na igrzyskach olimpijskich w Barcelonie w 1992, gdzie w dwójkach bez sternika nie awansował do finału A i ostatecznie zajął 15. miejsce.
Wspólnie z bratem zdobył także złoto na mistrzostwach świata w Monachium (1981), mistrzostwach świata w Hazewinkel (1985) i mistrzostwach świata w Nottingham (1986), srebro na mistrzostwach świata w Bledzie (1979), mistrzostwach świata w Duisburgu (1983) i mistrzostwach świata w Tasmanii (1990) oraz brąz na mistrzostwach świata w Kopenhadze (1987).
W 1994 został odznaczony Medalem Thomasa Kellera przez Międzynarodową Federację Wioślarską (FISA).
Wielokrotny medalista mistrzostw kraju, otrzymał tytuł Zasłużonego Mistrza Sportu ZSRR. Po zakończeniu kariery był trenerem, prowadził między innymi reprezentację Rosji.